# Antoine-François Peyre
Antoine-François Peyre (París, 5 de abril de 1739-7 de febrero de 1823) fue un pintor y arquitecto francés.
Fue miembro de la Academia Francesa en Roma en 1766 y en 1777 entró en la Academia real de arquitectura. Se le deben varias obras, como la Restauración del panteón francés y múltiples obras de arquitectura.